# Brezovica (Zágráb)
Brezovica Zágráb városnegyede Horvátországban, a főváros délnyugati részén. A mai városnegyedet Zágráb város 1999. december 14-i statútumával hozták létre.

## Fekvése
Brezovica Zágráb legdélibb, falusias jellegű városnegyede. Északról Zágráb megyével (ezen belül Stupnik községgel) és a Novi Zagreb – zapad városnegyeddel, a többi oldalról mindenhol Zágráb megyével (ezen belül Szamobor, Klinča Sela, Pisarovina és Nagygorica községekkel) határos. Területe kiterjed a Zágrábi-mező síkjára, délen pedig egészen a Vukomerići dombokig nyúlik. A főváros határain kívül még a következő önálló települések tartoznak hozzá: Brezovica, Brebernica, Demerje, Desprim, Donji Dragonožec, Drežnik Brezovički, Goli Breg, Gornji Dragonožec, Grančari, Havidić Selo, Horvati, Hudi Bitek, Lipnica, Kupinečki Kraljevec, Odranski Obrež, Strmec, Donji Trpuci, Gornji Trpuci, Starjak és Zadvorsko.
Területének északi része rendkívül sima és sík, a déli pedig kissé dombos, erdőkkel, rétekkel és legelőkkel borítva. A területet számos kisebb vízfolyás keresztezi, amelyek közül kiemelkedik a Lomnica-patak, amely keletről nyugatra áramlik. A települések szétszórtan különülnek el a családi házépítés és a hozzájuk kapcsolódó gazdasági épületek mezőgazdasági igényeinek megfelelően. A már domináns mezőgazdasági területen bizonyos körülhatárolható mezőgazdasági területek emelkednek ki, például a Brezovica mező, valamint a Kupinečki Kraljevec és az Odranski Obrež mezők. Különleges természeti értékkel bírnak a túrmezei régióban fekvő Obreški lug erdőterülete, a terület keleti része, a Vukomerići dombok területe, valamint a nagyobb települések közül azok, amelyek a helyi népi építészet megőrzött értékeivel rendelkeznek.

## Története
A közvetlenül a Száva-folyó völgyének szomszédságában fekvő Brezovica térségben számos történelmi kor hagyta nyomát az emberi civilizáció legkorábbi korszakától napjainkig. A horvát betelepülés előtt temetők, települések és utak maradványai tesznek bizonyságot mindezekről. Ezen leletek nagy része a Római Birodalom korszakából származik.
Ennek a területnek a központi és leghíresebb, bár nem a legnagyobb települése Brezovica. A települést először 1277-ben említi az az oklevél, melyben Jaroslav fia Ivan gróf, Okić várának ura, a ciszterci szerzeteseknek adományozta Brezovicában lévő birtokát és annak kápolnáját. A térség többi középkori települését is említik a középkor dokumentumaiban: Demerje, Hudi Bitek, Obrež, Štrpet, Lipnica, Grančari és Kraljevec.
Brezovicán már 1334-ben említettek egy plébániatemplomot, mely a zágrábi főesperességhez tartozott. 1522-től említik Brezovica várát is, mely akkor Katarina Ivanović birtokában volt. A vár későbbi birtokosai Mrnjavčićok (1663-ig), majd a Zrínyiek, utána pedig 1680-tól Draskovichok.
A második világháború alatt a mai Brezovica városnegyed területe megoszlott a Zágrábi és a Velika Goricai kerület között. A kerületekben a településeket összesen hét helyi népi bizottságba csoportosították. A Zágrábi kerületben a következő bizottságok működtek: Brezovica (Brezovica, Drežnik Brezovički, Desprim, Hudi Bitek, Grančari, Goli Breg és Zadvorsko), Kupinečki Kraljevec (Kupinečki Kraljevec, Brebernica és Starjak) és Stupnik. A Velika Goricai körzetben Donji Trpuci (Donji és Gornji Trpuci), Gornji Dragonožec (Gornji és Donji Dragonožec, Lipnica és Havidići) és Odranski Obrež (Odranski Obrež és Strmec) helyi népi bizottságok működtek.
1952-ben a Brezovicai körzetet három településre osztották: Brezovica, Stupnik és Dubranec, amelyek közül az első kettő a Zágráb körzetbe tartozott, Dubranec pedig a Velika Goricai kerületbe. Stupnik önkormányzatában Demerje és Horvati települések voltak, Dubranec önkormányzatában szerepeltek Gornji és Donji Dragonožec, Gornji és Donji Trpuci, Lipnica és Havidići, a mai kerület összes többi települését pedig Brezovica önkormányzat vette át. Három évvel később a mai Brezovica kerület teljes területe bekerült a Remetineci önkormányzatba, amely az akkori nyolc zágrábi önkormányzat egyike volt. 1967 és 1974 között Zágráb városa egyetlen önkormányzatként működött, majd tíz új önkormányzat jött létre a körzetében. Ezután az összes brezovicai település Új-Zágráb Önkormányzatának részévé vált, amely magában foglalta a mai Új-Zágráb - kelet és Új-Zágráb - nyugati területeit és 1990. december 31-ig működött ebben a formában. A mai városnegyedet Zágráb város 1999. december 14-i statútumával hozták létre.

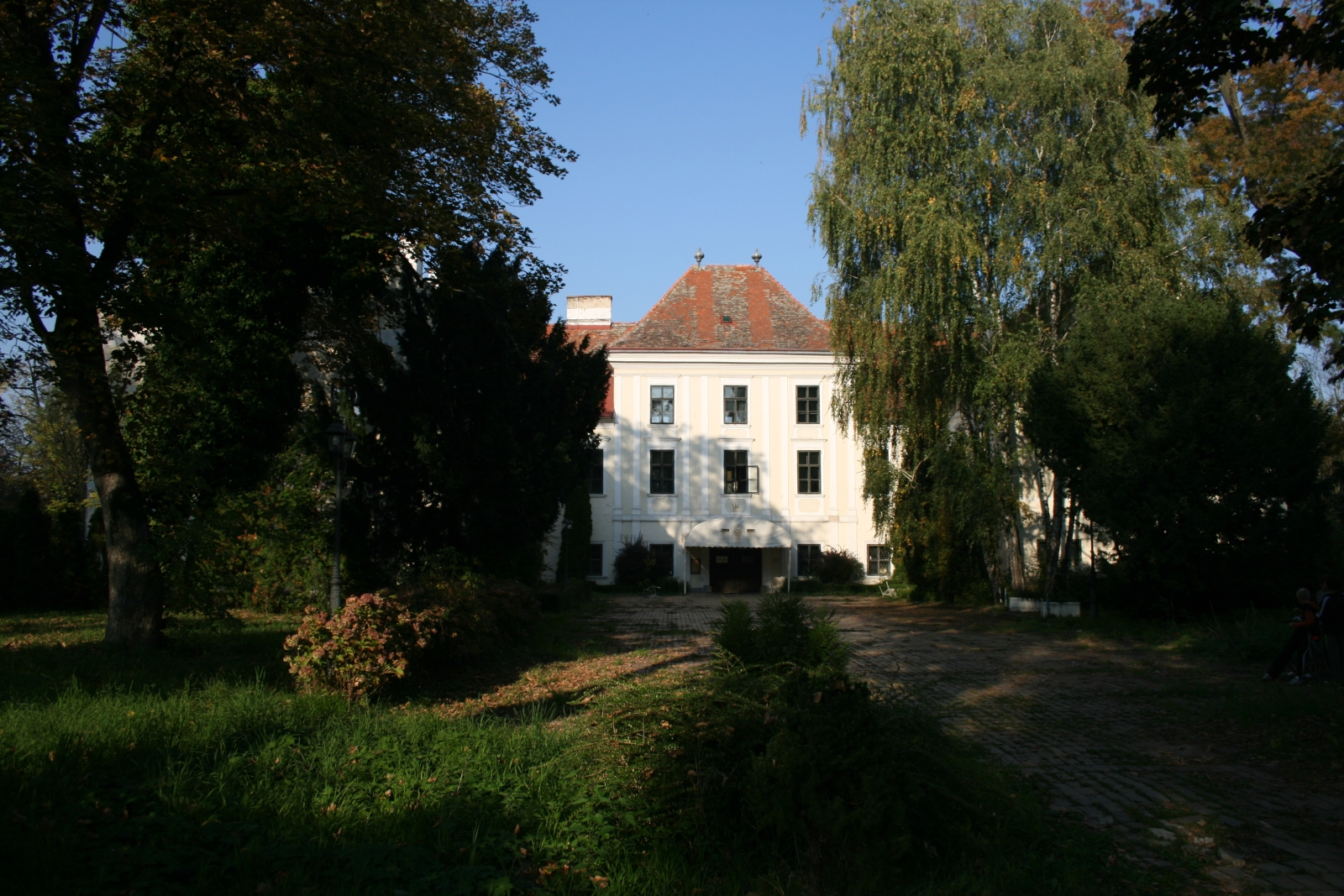
A brezovicai kastély dél felől

## Nevezetességei
A 18. században a Draskovich grófok építették azokat az épületeket, amelyekről ma Brezovica széles körben ismert: a Boldogságos Szűz Mária Mennybemenetele plébániatemplomát és az egyszintes barokk kastélyt. A templomnak a főhomlokzaton emelkedő két karcsú, hengeres harangtorony van. 1756-ban épült. A barokk berendezés ugyanabból az időből származik. Értékes és híres barokk freskók találhatók mind a templomban, mind a kastély közelében található kápolnában. A kápolna 1776-ban épült.
A brezovicai kastély alaprajza U alakú. A homlokzat sarkain két hengeres torony, közepén pedig egy kiemelkedő rizalit található. A főcsarnok freskóit 1776-ban festették, a hétéves háború csatáinak jeleneteit ábrázolták, amelyben a kastély tulajdonosa, Draskovich Kázmér tábornok vett részt. A kastély egy tágas park közepén található, ahol még mindig találunk ritka fák értékes példányait. A csatorna túloldalán állnak az egykori vár kettős védőfalának és kerek tornyának maradványai.
Az elmúlt században Brezovicán két további olyan épületet építettek fel, amelyek révén ez a Zágráb város szélén levő hely ma is ismert: a Karmelita-kolostor, amelyet Alojzije Stepinac zágrábi érsek építtetett és a Boldog Alojzije Stepinac gyermekközpont, amelyet a horvátországi háború alatt építettek kizárólag adományokból, a háború áldozatainak és más, megfelelő szülői gondoskodás nélkül maradt gyermekeknek a gondozására.
A plébánia épülete egyemeletes ház, téglalap alaprajzzal, szecessziós stílusjegyekkel. Az épület a régi iskolával szemközti út mentén, a Boldogságos Szűz Mária barokk plébániatemplomától és a temetőtől keletre, Goli Breg (Brezovica) falu legvégén található. Építését 1906-ban kezdték meg, a korábbi, fából készült épület helyén. Klasszikus alaprajzú, északi-déli irányú központi folyosóval, hátsó részén gazdasági bejárattal, a földszinten a plébánia irodahelyiségével és konyhájával, az első emeletén pedig egy reprezentatív lakórésszel.
A brezovicai általános iskolát 1850-ben alapították. Az iskola két földszintes épülete, a Golobreška utcában, a plébániával szemben található. Az északi épület udvari részén az MDCCCCX évszám van felírva. A déli épület utcára eső részén ma is olvasható a "Pučka škola" felirat. Mindkét épület falazott egyemeletes ház, téglalap alaprajzú, nyeregtetős, historikus homlokzatokkal.